# ذو الفقاراتا
ذو الفقاراتا هي بلدة في مقاطعة كاسان في ولاية قشقداريا في أوزبكستان.